# Проект (в управленческой деятельности)
Проект (в управленческой деятельности) (англ. project от лат. projectus — брошенный вперёд, выступающий, выдающийся вперёд) — временное предприятие, направленное на создание уникального продукта, услуги или результата (PMBOK):3.
Другие определения данного понятия из международных стандартов:277:
- Проект — предпринятие с определёнными датами начала и завершения, предпринятое для создания продукта или услуги (сервиса) в соответствии с заданными ресурсами и требованиями (ISO/IEC/IEEE 15288:2008 Systems and software engineering — System life cycle processes; ISO/IEC 15939:2007 Systems and software engineering — Measurement process).
- Проект — предприятие (предпринятие) с предопределёнными целями, масштабом и длительностью (ISO/IEC 2382-20:1990 Information technology — Vocabulary — Part 20: System development).
- Проект — совокупность мероприятий для разработки нового продукта или улучшения существующего продукта (ISO/IEC 26514 Systems and software engineering — Requirements for designers and developers of user documentation).

Немецкий стандарт по управлению проектами DIN 69901 даёт следующее определение: проект есть предприятие (намерение), которое в значительной степени характеризуется неповторимостью условий в их совокупности, например:
- задание цели;
- временные, финансовые, человеческие и другие ограничения;
- разграничения от других намерений;
- специфическая для проекта организация его осуществления.

## Характеристики проекта
Проект обладает рядом свойственных ему характеристик, определив которые, можно точно сказать, относится ли анализируемый вид деятельности к проектам.
1. Временность — любой проект имеет четкие временны́е рамки (это не относится к его результатам); в случае, если таких рамок не имеется, деятельность называется операционной и может длиться сколь угодно долго.
2. Уникальные продукты, услуги, результаты — проект должен порождать уникальные результаты, достижения, продукты; в противном случае такое предприятие становится серийным производством.
3. Последовательная разработка — любой проект развивается во времени, проходя через определённые ранее этапы или шаги, но при этом составление спецификаций проекта строго ограничивается содержанием, установленным на этапе начала.

Несмотря на то, что конечный результат выполнения проекта должен быть уникален, он обладает рядом общих с производством характеристик:
1. Выполняется людьми
2. Ограничен доступностью ресурсов
3. Планируется, исполняется и управляется.

## Окружение проекта
Каждый проект развивается в определённой среде. Причём независимо от того, какой предметной области он принадлежит, эта среда напрямую влияет на проект. Все воздействия делят на несколько категорий.
- Социально-культурное окружение (нравы и обычаи местности, этические соображения проектной деятельности и т. д.)
- Международно-политическое окружение (политическая ситуация на территории, экономическое влияние, ресурсоёмкость местности и т. д.)
- Окружающая среда (экологические параметры, наличие природных ресурсов и т. д.)

Окружение проекта может изменяться в ходе его выполнения, изменяя своё влияние на него. Такие изменения бывают как позитивными, так и негативными. Управлением изменениями занимается соответствующий раздел дисциплины управление проектами (англ. project management).

## Жизненный цикл проекта
Проект может быть разбит (декомпозирован) как на подпроекты, так и на фазы. Совокупность временных фаз представляет собой жизненный цикл проекта.

## Общие сведения
По причине своей уникальности проектная деятельность связана со многими рисками, работа с которыми выделена в отдельное направление — управление рисками.
Существует отдельная дисциплина в менеджменте — управление проектами (англ. project management).
Признаки того, что деятельность не является проектом:
- цель не отвечает критериям SMART: изначально не определена, не конкретна, не достижима и т. п. Однако, изменение цели/области охвата проекта может быть регламентировано в плане управления областью охвата проекта; простейший случай — в договоре прописывается лимит затрат по проекту в рамках которого возможны работы по доп. соглашениям к договору;
- ограничения деятельности изначально не определены или не достижимы (сроки, ресурсы, время, качество, допустимый уровень рисков), например, деятельность не является управляемой, то есть внешние зависимости превышают возможности влияния на деятельность (управляющие воздействия не позволяют достигать поставленные цели с допустимым уровнем рисков);
- результат не уникален, например, серийное производство.

В отличие от процесса, проект является конечным и имеет определённые устойчивые цели и ограничения.
Различают проектную и процессную (функциональную) организацию бизнеса.